# Paralimnophila winta
Paralimnophila winta är en tvåvingeart som beskrevs av Günther Theischinger 1996. Paralimnophila winta ingår i släktet Paralimnophila och familjen småharkrankar. Inga underarter finns listade i Catalogue of Life.